# Bolesław Orszulik
Bolesław Orszulik (ur. 11 kwietnia 1925 we Frysztacie, zm. 14 października 2014 w Cieszynie) – doktor nauk humanistycznych, związany ze środowiskiem cieszyńskich intelektualistów. Polonista, językoznawca, badacz kultury (historyk teatru) i pedagog.

## Życiorys
Ukończył w 1952 studia na Wydziale Filologii Polskiej Uniwersytetu Jagiellońskiego, w 1978 obronił pracę doktorską i uzyskał stopień naukowy doktora nauk humanistycznych przyznany przez Radę Naukową Śląskiego Instytutu Naukowego w Katowicach. W latach 1952–1960 był nauczycielem w Państwowym Liceum Pedagogicznym w Cieszynie, 1960-1971 wykładowcą w Studium Nauczycielskim w Cieszynie, 1971-1974 wykładowcą akademickim na kierunku Filologia Polska w cieszyńskiej filii Uniwersytetu Śląskiego w Katowicach. W latach 1973–1986 kierował Powiatową Biblioteką Pedagogiczną w Cieszynie, przekształconą w Filię Pedagogicznej Biblioteki Wojewódzkiej w Bielsku-Białej. W ramach działalności naukowo-badawczej współpracował z Instytutem Filologii Polskiej Uniwersytetu Jagiellońskiego w Krakowie. Doświadczenia zawodowe wykorzystywał w działalności organizacyjno-metodycznej w Kolegium Inspektora Oświaty i Wychowania przy Wydziale Oświaty i Wychowania Urzędu Miejskiego w Cieszynie.
Działał w życiu kulturalnym środowiska cieszyńskiego, w amatorskim ruchu teatralnym m.in. jako organizator i opiekun koła dramatycznego w liceum, członek zespołu kukiełkowego „Skrzatki Cieszyńskie” (1961-1971), wielokrotny przewodniczący jury konkursów recytatorskich.
Był aktywnym członkiem Oddziału Polskiego Towarzystwa Historycznego w Cieszynie, Oddziału Towarzystwa Miłośników Języka Polskiego w Cieszynie, Towarzystwa Miłośników Regionu w Cieszynie, cieszyńskiego oddziału Towarzystwa Literackiego im. A. Mickiewicza. W ramach działalności naukowej i popularyzatorskiej wygłaszał referaty i odczyty na temat historii i kultury Śląska Cieszyńskiego.
Jest autorem szkiców z zakresu literatury regionu i kilkunastu artykułów traktujących o przeszłości teatralnej Śląska Cieszyńskiego opublikowanych na łamach „Kalendarza Beskidzkiego”, „Kalendarza Cieszyńskiego”, „Głosu Ziemi Cieszyńskiej”, „Zwrotu” i in.
Ogłosił drukiem dwie prace o charakterze monograficznym: Jan Łysek. Zarys życia i twórczości („Zeszyty Naukowe WSP w Katowicach” 1965, z. 3, Prace Historycznoliterackie Katedry Historii Literatury Polskiej) oraz Jerzy Probosz (1901-1942) („Pamiętnik Cieszyński", t.2, Wrocław 1972).
Kierował pracami redakcyjnymi kilku wydawnictw: Z działalności Oddziału Polskiego Towarzystwa Historycznego w Cieszynie, Strumień (z dziejów miasta od jego początków do 1939 r.), Szpital Śląski w Cieszynie 1888-1988, Od Towarzystwa Oszczędności i Zaliczek do Banku Spółdzielczego: 1873-1973. Księga pamiątkowa wydana z okazji 100 rocznicy powstania Towarzystwa Oszczędności i Zaliczek w Cieszynie.
Poświęcił się pracy naukowo-badawczej nad dziejami ruchu teatralnego Śląska Cieszyńskiego przed 1918 rokiem, z tego zakresu opublikował dwie prace: Pierwsze polskie przedstawienia amatorskie w Cieszynie („Zaranie Śląskie" 1974, z. 2) oraz Rola Czytelni Ludowej w Cieszynie w polskim życiu teatralnym na Śląsku Cieszyńskim w latach 1863-1881 („Śląskie Studia Historyczne”, t.1, Katowice 1975.).
Wydał drukiem monografię Polskie życie teatralne na Śląsku Cieszyńskim i pograniczu morawskim w latach 1852-1918 (w kwestii narodowotwórczej funkcji rozwoju kultury na Śląsku w XIX i na początku XX wieku), Cz. 1 i Cz. 2, Aneks, Wrocław 1980.

## Odznaczenia i wyróżnienia
- Krzyż Kawalerski Orderu Odrodzenia Polski (1982)
- Złoty Krzyż Zasługi (1975)
- Odznaka Honorowa Zrzeszenia Studentów Polskich (1969)

## Publikacje
- Biblioteka Pedagogiczna w Cieszynie, „Pamiętnik Cieszyński”, t. 10, Polskie Towarzystwo Historyczne Oddział w Cieszynie, Cieszyn 1995, s. 82-95.
- Jan Łysek. Zarys życia i twórczości, „Zeszyty Naukowe WSP w Katowicach” 1965, z. 3, Prace Historycznoliterackie Katedry Historii Literatury Polskiej, Katowice 1965, s.183-208.
- Jerzy Probosz (1901-1942), „Pamiętnik Cieszyński", t.2, Zakład Narodowy im. Ossolińskich, Wrocław 1972, s. 169-180.
- Od Towarzystwa Oszczędności i Zaliczek do Banku Spółdzielczego 1873-1973. Księga pamiątkowa wydana z okazji 100. rocznicy powstania Towarzystwa Oszczędności i Zaliczek w Cieszynie, Cieszyn 1974. (red.)
- Pierwsze polskie przedstawienia amatorskie w Cieszynie, „Zaranie Śląskie" 1974, z. 2, s. 311-317.
- Poezja wywierała na nas wielkie wrażenie, [w:] Śląsk chciał być polski. Wspomnienia młodzieży śląskiej z lat okupacji hitlerowskiej 1939-1945, M. Mitera-Dobrowolska (oprac.), K. Heska-Kwaśniewicz (współpr.), Śląski Instytut Naukowy, Katowice 1984, s. 213-214.
- Polskie życie teatralne na Śląsku Cieszyńskim i pograniczu morawskim w latach 1852-1918. (W kwestii narodowotwórczej funkcji rozwoju kultury na Śląsku w XIX i na początku XX wieku), Cz. 1 i Cz.2, Aneks, Wydawnictwa Uniwersytetu Wrocławskiego, Wrocław 1980.
- Rola Czytelni Ludowej w Cieszynie w polskim życiu teatralnym na Śląsku Cieszyńskim w latach 1863-1881, „Śląskie Studia Historyczne”, t.1, Śląski Instytut Naukowy, Katowice 1975, s. 315-372.
- Strumień (z dziejów miasta od jego początków do 1939 r.), Komitet Obchodów 500-lecia Miasta Strumienia, Strumień 1983. (red.)
- Szpital Śląski w Cieszynie 1888-1988, Macierz Ziemi Cieszyńskiej, Cieszyn 1988. (red.)
- Z działalności Oddziału Polskiego Towarzystwa Historycznego w Cieszynie, Polskie Towarzystwo Historyczne Oddział w Cieszynie, Macierz Ziemi Cieszyńskiej, Cieszyn 1980. (red.)